# Piaski (Lubraniec)
Piaski – część miasta Lubraniec w Polsce, położona w województwie kujawsko-pomorskim, w powiecie włocławskim.
Dawniej wschodnia część kolonii Piaski w gminie Piaski. W latach 1954–1972 w gromadzie Lubraniec. W latach 1975–1998 miejscowość administracyjnie należała do województwa włocławskiego.